# Turbinia
La Turbinia è stata la prima nave a vapore ad utilizzare una turbina a vapore. Costruita come nave sperimentale nel 1894, divenne famosa durante la Rivista navale di Spithead del 1897, fissando anche gli standard per le successive generazioni di navi a vapore, la maggior parte delle quali ebbero un'alimentazione a turbina. La nave è attualmente visibile al Discovery Museum di Newcastle upon Tyne mentre l'apparato motore si trova al London Science Museum.

## Progetto
Charles Algernon Parsons inventò la turbina nel 1884 e, prevedendone il possibile utilizzo nella propulsione delle navi, fondò la Parsons Marine Steam Turbine Company con cinque soci nel 1893. Per testare il potenziale della nuova propulsione si servì della Turbinia, costruita con una struttura leggera in acciaio dal cantiere Brown and Hood di Wallsend.
L'Ammiragliato venne tenuto al corrente degli sviluppi, e la Turbinia venne varata il 2 agosto 1894. Nonostante il successo del motore a turbina, le prove iniziali con una sola elica non furono soddisfacenti. Dopo aver scoperto un problema di cavitazione e aver costruito il primo Tunnel di cavitazione, Parsons decise di equipaggiare la nave con tre turbine collegate a tre assi, ognuno dei quali muoveva tre eliche (9 eliche in tutto). Nelle prove questa soluzione si dimostrò vincente, permettendo alla Turbinia di raggiungere la velocità di oltre 34 nodi.

## Dimostrazione
La Turbinia partecipò non invitata alla Rivista navale per il Giubileo di diamante della Regina Vittoria a Spithead, il 6 giugno 1897, alla presenza del Principe di Galles, dei Lord dell'Ammiragliato e di dignitari stranieri. La nave, molto più veloce di qualsiasi unità militare presente, navigò a tutta forza tra le navi da guerra in formazione evitando senza fatica le motovedette che tentarono di fermarla.
Dopo questa dimostrazione plateale e in seguito ad ulteriori test ad alta velocità richiesti dall'Ammiragliato, Parsons fondò i Turbinia Works a Wallsend, costruendo quindi due cacciatorpediniere a turbine per la Royal Navy, l'HMS Viper e l'HMS Cobra, varati entrambi nel 1899. Nonostante la fine delle due navi, entrambe affondate in mare, l'Ammiragliato si convinse della bontà dell'innovazione. Nel 1900 la Turbinia navigò fino a Parigi venendo mostrata a ufficiali francesi e successivamente messa in mostra all'Esposizione di Parigi
Una delle prime navi mercantile a turbine, la TS King Edward, venne varata nel 1901. Nel 1905 l'Ammiragliato confermò che tutte le future navi della Royal Navy avrebbero avuto la propulsione a turbine e l'anno successivo venne varata la rivoluzionaria Dreadnought, prima nave da battaglia monocalibro ed equipaggiata con la nuova propulsione.
La Turbinia rimase gravemente danneggiata e spezzata in due tronconi quando venne colpita da una nave appena varata sul fiume Tyne nel 1927, venendo quindi restaurata negli anni sessanta, quando venne esposta al Museo della Scienza e dell'Ingegneria di Newcastle, in seguito rinominato Museo dei Mezzi Militari. Inclusa nell'elenco della National Historic Fleet nel 2000, la nave fu il punto focale del restauro del Discovery Museum di Newcastle, nel quale ebbe il posto d'onore in seguito ad importanti lavori di modernizzazione e ampliamento.